# Lagunillas, León
Lagunillas är en ort i Mexiko.   Den ligger i kommunen León och delstaten Guanajuato, i den centrala delen av landet, 300 km nordväst om huvudstaden Mexico City. Lagunillas ligger 2 069 meter över havet och antalet invånare är 552.
Terrängen runt Lagunillas är kuperad österut, men västerut är den platt. Runt Lagunillas är det mycket tätbefolkat, med 1 313 invånare per kvadratkilometer. Närmaste större samhälle är León de los Aldama, 12,5 km sydost om Lagunillas. I omgivningarna runt Lagunillas växer huvudsakligen savannskog.